# 伯尼斯鱷屬
伯尼斯鱷屬（學名：Bernissartia）意思為“來自貝尼沙特的”，是鱷形超目新鱷類的一屬，生存於白堊紀早期的西班牙與比利時，約1億3000萬年前。

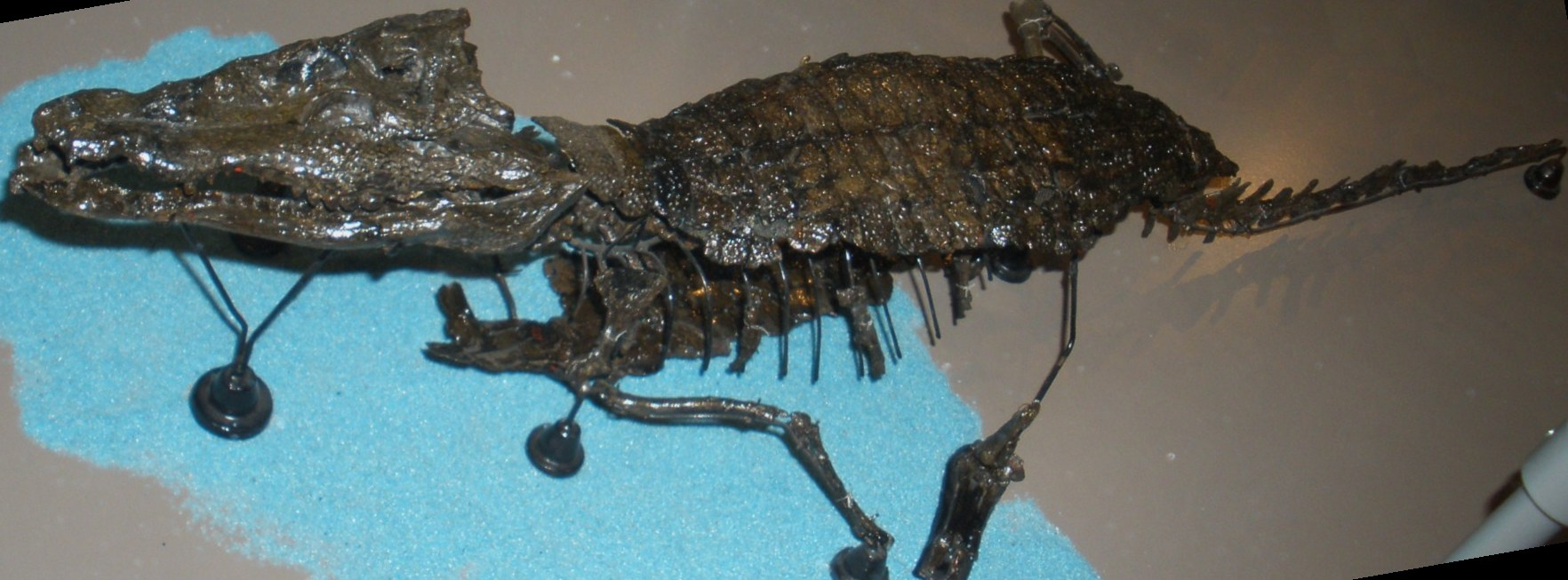
伯尼斯鱷的骨架模型

伯尼斯鱷是曾經存在的鱷類中體型最小之一，身長估計約60公分。牠外表類似現代的鱷魚，可能是半水生動物。牠的頜部前部牙齒呈長、針狀，可捕食魚類，而頜部後部牙齒呈寬廣、平坦狀，可壓碎貝類與屍體的骨頭。
目前已發現頭顱骨、身體骨骼，發現於西班牙與比利時，英國與北美洲也有發現較不完整的化石材料。